# Henk Bouwman
Henricus Nicolaas "Henk" Bouwman, född 30 juni 1926 i Amsterdam, död 27 december 1995 i Baarn, var en nederländsk landhockeyspelare.
Bouwman blev olympisk bronsmedaljör i landhockey vid sommarspelen 1948 i London.